# Olympic Champion
Die Olympic Champion ist eine Fähre der ANEK Lines und gehört zur neuesten Klasse von Fähren des Unternehmens. Sie wurde als Reaktion auf die Ikarus-Palace-Klasse, die im Jahr 1998 ausgeliefert wurde, des Konkurrenzunternehmens Minoan Lines in Dienst gestellt. Seit 2024 heißt das Schiff Superfast III und gehört zur Flotte von Superfast Ferries.

## Konstruktion
Die Olympic Champion wurde mit der Baunummer 243 bei der Bruces-Werft in Landskrona als Kriti III auf Kiel gelegt. Fertiggestellt hat sie die Fosen-Werft in Rissa als Baunummer 69. Das Schiff ist das vierte einer Fünferserie ähnlicher Fähren derselben Werft.
Die größten baulichen Neuerungen:
- Das Schiff ist im Heckbereich runder und verfügt über eine Heckrampe mit einem modernen Klappverfahren, von dem die rückwärtige Sicht profitiert.
- Weitere Unterschiede sind eine geänderte räumliche Aufteilung und Panoramafenster an den Schiffsseiten.

## Einsatz
Nachdem im September 2007 bekannt wurde, dass das Konkurrenzunternehmen Hellenic Seaways die neue Fähre Ariadne auf der Route Piräus–Chania einsetzen würde, setzte Anek Lines die Olympic Champion mit ähnlichem Fahrplan auf derselben Route ein. Aufgrund zu geringer Auslastung des Schiffes wurde es ab dem 9. März 2008 wieder auf der Stammroute Ancona–Patras eingesetzt. 
Seit 2024 gehört das in Superfast III umbenannte Schiff zur Flotte von Superfast Ferries. Superfast Ferries gehört, wie auch ANEK Lines, zur Attica Group.

## Brand
Am 28. September 2019 brach auf der Fähre kurz nach dem Auslaufen aus dem Hafen Igoumenitsa ein Feuer aus. Das Schiff war auf der Strecke Patras - Venedig unterwegs und hatte 538 Fahrgäste, 74 Besatzungsmitglieder und 293 Fahrzeuge an Bord. Der Brand auf einem der Fahrzeugdecks veranlasste den Kapitän, zu wenden und nach Igoumenitsa zurückzufahren. Die Löscharbeiten dauerten mehrere Stunden. Fünf Personen wurden verletzt, elf Lastzüge brannten aus oder wurden beschädigt. Brandermittler gingen der Vermutung nach, dass das Feuer durch blinde Passagiere auf dem Garagendeck ausgelöst wurde, die dort vielleicht einen Campingkocher benutzten.

## Schwesterschiff
Das Schiff hat ein Schwesterschiff, die Hellenic Spirit.